# Вирс, Лора
Ло́ра По́лин Вирс (Laura Pauline Veirs; 24 октября 1973) — американская певица, автор-исполнитель.

## Биография
Вирс выросла в Колорадо, изучала геологию и китайский язык в колледже Карлтон, работала переводчиком в геологической  по Китаю, а сейчас живёт в Портленде (штат Орегон).
Во время обучения в колледже Лора играла в девичьей панк-группе Rair Kx! Позже её музыкальные пристрастия склонились в сторону кантри и фолка, и, будучи в Китае, она начала сочинять песни. В 1999 году вышел дебютный альбом Laura Veirs, на котором были записаны вживую только её вокал и игра на гитаре.
В работе над диском 2003 года под названием Troubled by the Fire принимали участие опытные музыканты, среди них был Билл Фризелл. Затем она подписала контракт с лейблом Nonesuch Records, выпустившим альбом Carbon Glacier. Последовавший за ним в августе 2005-го Year of Meteors был отмечен как «выбор критиков» в The New York Times. В 2010-х вышли ещё две пластинки: Saltbreakers (2007) и July Flame (2010). С последней Вирс дебютирует в хит-параде Billboard 200, где она заняла 124-ю строку.
Её супруг Такер Мартин спродюсировал последние семь альбомов Вирс, а также исполнил партии на многих инструментах. Их сын Теннесси Вирс Мартин родился в апреле 2010 года.
В ноябре 2011 года Лора Вирс выпустила альбом Tumble Bee: Laura Veirs Sings Folk Songs for Children, большая часть которого включала народные песни, записанные со множеством приглашённых музыкантов, в том числе с Колином Мелоем, Джимом Джеймсом (из My Morning Jacket) и Белой Флеком.
В сентябре 2012 года был выпущен ее первый саундтрек к художественному фильму: «Hello I Must Be Going». Эксклюзивный саундтрек содержит восемь инструментальных версий ранее выпущенных песен, пять „избранных“ в каталоге, а также один новый вокальный трек под названием «Spring Song».
В августе 2013 года она выпустила музыкальный альбом «Warp и Weft». 
В 2015 году она работала над альбомом «Carrie and Lowell» Суфьяна Стивенса.

## Личная жизнь
Сейчас Вирс живет в Портленде, штат Орегон. Её муж — продюсер Такер Мартин, продюсировал последние девять альбомов Лоры, а также исполнял музыку на музыкальных инструментах при записи песен. Их первый сын, Теннесси Вирс Мартин, родился в апреле 2010 года. В мае 2013 года у них родился второй сын — Оз Родс Мартин.

## Дискография
- Laura Veirs (1999)
- The Triumphs and Travails of Orphan Mae (2001)
- Troubled by the Fire (2003)
- Carbon Glacier (2004)
- Year of Meteors (2005)
- Saltbreakers (2007)
- July Flame (2010)
- Tumble Bee: Laura Veirs Sings Folk Songs for Children (2011)